# Purpureostemon ciliatus
Purpureostemon ciliatus là một loài thực vật có hoa trong Họ Đào kim nương. Loài này được (J.R.Forst. & G.Forst.) Gugerli miêu tả khoa học đầu tiên năm 1939.